# São José dos Quatro Marcos
São José dos Quatro Marcos is een gemeente in de Braziliaanse deelstaat Mato Grosso. De gemeente telt 19.493 inwoners (schatting 2009).
De gemeente grenst aan Mirassol d'Oeste, Araputanga, Rio Branco (Mato Grosso), Glória d'Oeste, Lambari d'Oeste, Figueirópolis d'Oeste en Indiavaí.